# Nettobedrijfskapitaalbehoefte
Nettobedrijfskapitaalbehoefte is het deficit aan spontane financiering van de vlottende bedrijfsactiva. Het moet worden opgevangen door een positief nettobedrijfskapitaal en/of door financiële schulden op korte termijn.

## Definities
nettobedrijfskapitaalbehoefte =
- vlottende bedrijfsactiva - vreemd vermogen op korte termijn, exclusief financiële schulden op ten hoogste één jaar.
- (voorraden en bestellingen in uitvoering + vorderingen op ten hoogste één jaar + overlopende rekeningen van het actief) - (schulden op meer dan één jaar die binnen het jaar vervallen + handelsschulden, ontvangen vooruitbetalingen op bestellingen, schulden m.b.t. belastingen, bezoldigingen en sociale lasten en overige schulden op ten hoogste één jaar + overlopende rekeningen van het passief)

Een positief nettobedrijfskapitaal wijst slechts op een overschot van de permanente middelen boven de vaste activa. In de praktijk is de liquiditeitspositie van de onderneming sterk afhankelijk van de samenstelling van de kortlopende activa en passiva.